# Abgas

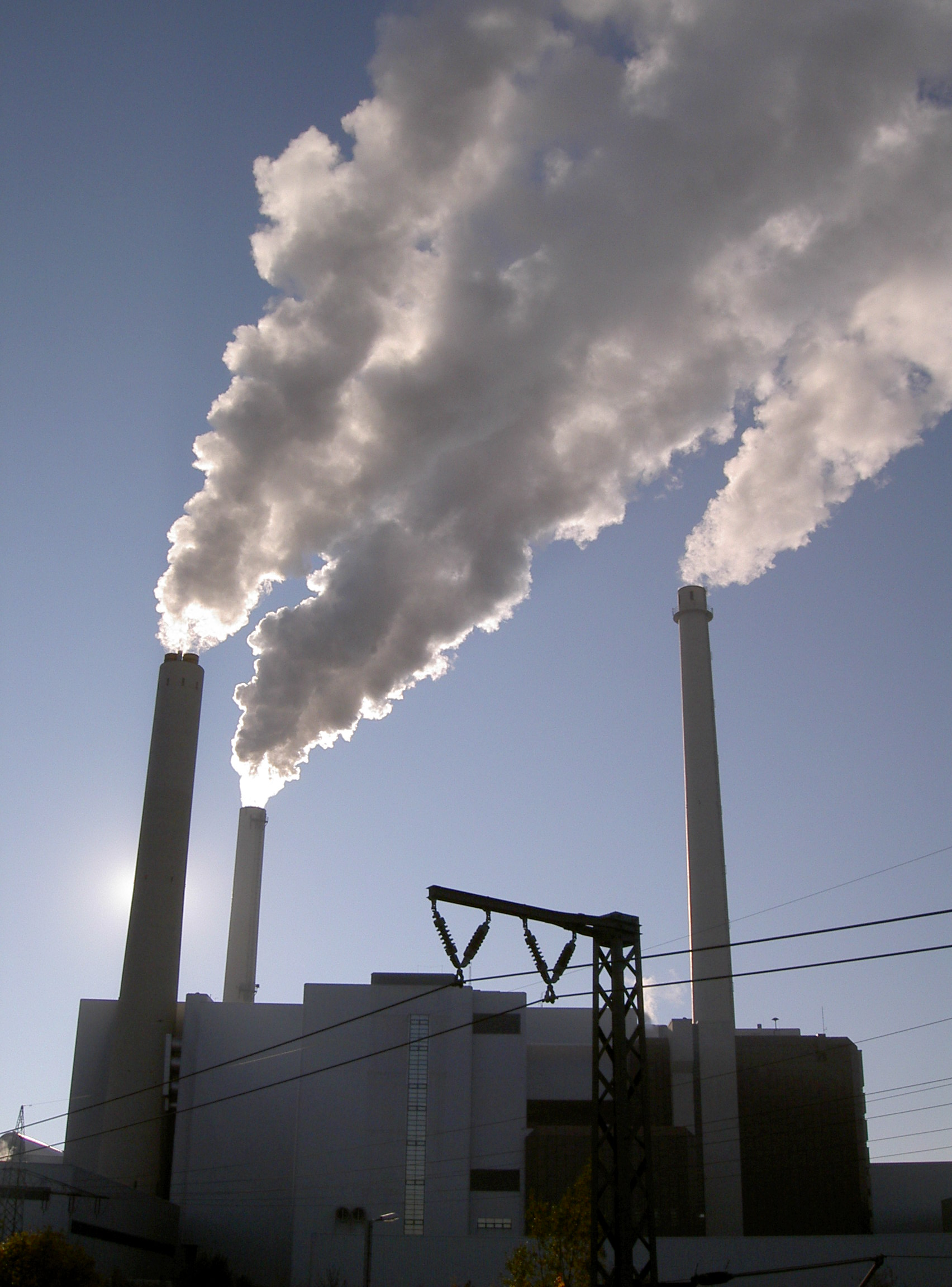
Kondensierendes Abgas aus einer Müllverbrennungsanlage

Abgase sind die bei Stoffumwandlungsprozessen anfallende, gasförmigen Abfallprodukte. Im allgemeinen Sprachgebrauch werden sie als Verbrennungsabgase bezeichnet, also als Abgase, die bei einer Verbrennung entstehen.
Die DIN EN 1443 definiert Abgase so, dass Abgase nur gasförmige Verbrennungsprodukte enthalten, ohne festen Ruß (korrekt genannt Glanzruß) und flüssiges Wasser. Dagegen enthalten Rauchgas und Rauch Rußbeimengungen. Der alles umfassende Begriff wäre flüchtige Verbrennungsprodukte. Je nach dem textlichen Zusammenhang werden zudem die Bezeichnungen Brandgase oder selten Abluft verwendet.
Chemisch betrachtet sind Abgase Aerosole, also Dispersionen (heterogene Gemische) aus festen oder flüssigen Schwebeteilchen in Gasen.
Die meisten Abgase sind für Mensch und Umwelt schädlich und gefährden die Gesundheit. In Industriestaaten ist für technische und industrielle Anlagen die Abgasreinigung üblich und auch anlagenbezogen gesetzlich verbindlich vorgeschrieben.

## Abgase nach Herkunft

### Abgase aus Verbrennungskraftmaschinen
Der Begriff „Abgas“ ist vor allem bei Verbrennungskraftmaschinen (Verbrennungsmotoren und Gasturbinen) üblich. Die Strömungsenergie der Abgase von Verbrennungsmotoren kann genutzt werden für den Antrieb eines Turboladers, der die Verbrennungsluft des Motors vorverdichtet und so eine erhöhte Zufuhr des Kraftstoff-Luftgemischs und damit eine höhere Motorleistung und einen verbesserten Wirkungsgrad des Motors erlaubt. Um die Wärmeenergie der Abgase von großen Verbrennungsmaschinen, z. B. auf Schiffen, zu nutzen, kommen sog. Abgaskessel zum Einsatz.
Die Abgase von Verbrennungsmotoren enthalten verschiedene Schadstoffe und Treibhausgase, weshalb sie ein Umweltproblem darstellen, denen unter anderem durch Abgasnachbehandlungssysteme versucht wird, beizukommen.

### Abgase aus technischen Verbrennungsanlagen
Abgase aus Gas-Heizungskesseln enthalten typischerweise Kohlenstoffmonoxid, Kohlenstoffdioxid, Schwefeloxide, Stickoxide und Wasserdampf, sowie geringe Mengen an Staub und Ruß. Verbindungen, die Chlor, Fluor oder Phosphor enthalten, können in Abgasen dann enthalten sein, wenn sie auch in den verbrannten Stoffen enthalten waren.
Abgase aus großtechnischen, ortsfesten Feuerungen und Verbrennungsanlagen (zum Beispiel Kraftwerken) werden üblicherweise als Rauchgase bezeichnet, auch wenn sie keinen nennenswerten „Rauch“ im klassischen Sinne (Ruß- und Staubpartikel) enthalten. Das Abgas aus Anlagen mit Gasfeuerung oder das Abgas nach der Rauchgasreinigung (Entstaubung) ist praktisch staubfrei.
Verbrennungsrechnungen mit den entsprechenden Abgaszusammensetzungen sind mit einem Rechenalgorithmus nach Boie für den Anwendungsbereich Heizungstechnik besonders effizient möglich.

### Abgase aus Feuerstellen und Bränden
„Brandgase“, also Abgase aus offenen Feuern, kleineren Feuerstellen wie Lager- oder Grillfeuern und insbesondere Bränden werden üblicherweise als Rauch, seltener auch als Rauchgase bezeichnet.

### Kalte Abgase, die nicht bei Verbrennungen entstehen
Kalte Abgase (< 100 °C), die nicht aus einer Verbrennung, sondern aus einem sonstigen Prozess stammen und die hauptsächlich aus Luft bestehen, werden auch als „Abluft“ bezeichnet. Solche Abluft kann je nach Prozesstyp ebenfalls erheblich mit Schadstoffen belastet sein, insbesondere mit Stäuben, Dämpfen, flüchtigen organischen Verbindungen etc.

## Umwelt- und Gesundheitsschäden
Abgase enthalten ohne Reinigung in der Regel luftverunreinigende, umwelt- und gesundheitsschädliche Schadstoffe. Aus Gründen des Umweltschutzes bestehen je nach Land gesetzliche Vorschriften, die Schadstoffe zu begrenzen. In Deutschland ist die Abgabe solcher Emissionen nach dem Bundes-Immissionsschutzgesetz (BImSchG) mit den entsprechenden Durchführungsverordnungen (BImSchV), und/oder der Technischen Anleitung zur Reinhaltung der Luft (TA Luft) reglementiert. Häufig ist zum Erreichen der in diesen Regularien festgelegten maximalen Grenzwerte eine Abgasreinigung erforderlich. Durch einen hohen Schornstein kann zudem die Ausbreitung der Emissionen gesteuert und eine Verdünnung erreicht werden.
| Schadstoff                | Quelle | Wirkung |
| ------------------------- | --- | --- |
| Kohlenstoffdioxid (CO2)   | fossile Brennstoffe, organische Substanzen                                                                                       | bringt durch den Treibhauseffekt einen Beitrag zur Klimaerwärmung; als einer der Hauptbestandteile der Verbrennungsabgase kann bei hohem Aufkommen die sauerstoffhaltige Luft verdrängen und damit Erstickung verursachen |
| Schwefeloxide (SOx)       | schwefelhaltiges Erdöl, Proteine                                                                                                 | durch Bildung von Schwefelsäure entsteht saurer Regen, der zum Waldsterben und Schäden an Bauwerken durch Rauchgasverwitterung führt (besonders an Naturstein und Metallen).                                              |
| Salzsäure (HCl)           | vorwiegend aus PVC-Abbrand | bei entsprechender Heizungsführung entstehen giftige Dioxine und Furane |
| Stickstoffoxide (NOx)     | durch die Temperaturführung wird Luftstickstoff eingebunden, in nicht mit Katalysator behandelten Autoabgasen                    | Nitrose Gase sind giftig, durch den sauren Regen kommt es zu Stickstoffgaben im Boden und somit zur Eutrophierung; das Folgeprodukt Salpetersäure mitverursacht Schäden an Bauwerken.                                     |
| Kohlenstoffmonoxid (CO)   | unter Sauerstoffmangel unvollständige Verbrennung von kohlenstoffhaltigen Brennstoffen                                           | giftig |
| Kohlenwasserstoffe (CmHn) | unvollständige Verbrennung/Zersetzung von kohlenwasserstoffhaltigen Brennstoffen, bzw. deren Erhitzen                            | Karzinogen |
| Schwermetalle             | durch (ehemals) Blei im Benzin, durch etwa mit Kupfersalzen behandeltes Holz, bei Verbrennung von Müll, Klärschlamm              | giftig, krebserregend |
| NMVOC                     | | Ozon-Bildung (→ Smog) |
| Feinstaub                 | Verbrennung von Flüssig-, Festbrennstoffen, Ausdünstungen von Druckern, Motorabgase, Reifenabrieb, Tierhaltung, Bodenbearbeitung | Karzinogen, lungenschädlich |
| Ruß                       | unvollständige Verbrennung | giftig, Karzinogen |
| Flugasche                 | fossile Brennstoffe | |